# 広島アスリートマガジン
広島アスリートマガジン（ひろしまアスリートマガジン）は、広島県において株式会社アスリートマガジンが発行する総合スポーツ誌（月刊誌）。毎月25日発行。

## 概要
出版社アスリートにより隔月刊誌『アスリートマガジン』として1993年（平成5年）5月20日創刊（1993年6・7月号）。広島東洋カープ（プロ野球セ・リーグ）の記事をメインに構成されているが、プロ野球他球団の広島出身選手や、サンフレッチェ広島（サッカーJリーグ）、JTサンダーズ（バレーボール・Vリーグ）などの球技、力士・ゴルフ・公営競技などの広島出身の選手など、プロアマ問わず広島のスポーツを幅広く取り上げていた。
1994年6月号から現在の月刊に移行、2003年3月号（表紙：新井貴浩）から発行元が現在の（株）アスリートマガジンに移った。この際に誌名が現在の『広島アスリートマガジン』となり巻数はリセットされNo.001からカウントされている。三戸治郎率いる（株）アスリートマガジンは三村敏之からアドバイスや支援を受け奮闘し現在に至る。なお2022年10月1日より三戸治郎に代わり廣塚浩一郎が社長となる。
（株）アスリートマガジンによる『広島アスリートマガジン』はアスリート『アスリートマガジン』を受け継いでいるのでその創刊までさかのぼり1993年5月を『広島アスリートマガジン』の創刊として公式サイトで紹介している。また、受け継いだ2003年を『広島アスリートマガジン』の創刊として2013年をリニューアル創刊10年、2018年をリニューアル創刊15年とし記念グッズ発売や誌面で特集をしている。
2008年1号からサンフィールド（旧社名）が有限会社から株式会社となり、東白島町から八丁堀11－28朝日広告ビルに移転。
2010年のリニューアルから2016年4月号まで、右から見ればカープ、左から見ればサンフレッチェが表紙になる構成となっていた。
公式携帯サイトも存在し、カープの全試合速報や二宮清純、池谷公二郎らのコラムを掲載など公式携帯サイト独自のコラムやカープクイズ、二軍情報など豊富な情報量で人気を博している。
2011年7月12日、iPhoneとiPad両対応のユニバーサルアプリとして「広島アスリートアプリ」をリリース。同年8月、docomo対応。2013年、auスマートパス対応。
2016年3月25日、「広島アスリートアプリ」をリニューアル。
2017年春、「広島アスリートアプリ」をリニューアルし、スマホで当月の月刊誌『広島アスリートマガジン』誌面を見られるようになった。
2018年5月21日、「広島アスリートアプリ」をリニューアルし、スマホで2018年1月号から月刊誌『広島アスリートマガジン』バックナンバーの誌面も見られるようになった。
2020年から紙屋町・八丁堀から広島市南区松原町5-1ビッグフロント広島タワービル6F（株式会社エイジェック内）に移転。
2022年10月1日、出版社である（株）サンフィールドを（株）アスリートマガジンに社名変更。同時に広島市南区松原町2番62号 広島JPビルディング8Fに移転。

基本的には広島県内の書店やマツダスタジアムで購入できるが、公式ホームページのバックナンバーのページを通じて、または県外の取扱い店を調べれば、広島県以外の人でも購入できる。

## 主な執筆経験者
- 備前喜夫
- 三村敏之
- 大野豊
- 二宮清純
- 桝本壮志（放送作家）
- 鈴木信宏
- 山本圭壱（極楽とんぼ）
- 松藤好典
- 坂上俊次
- 乙武洋匡
- 田坂るり
- いまおかゆう子
- 中野和也
- 笘篠賢治
- バッキー守岡
- 尾関高文
- 梵大英
- 田中宏（漫画家）
- 早川文司
- 高木琢也
- 吉田安孝
- THE CRANE FLY
- 波田健一
- 中島浩司
- 清水浩司
- 土屋誠
- うえむらちか
- STU48

## 増刊号
- 広島アスリートマガジン特別増刊号 Heart beating for the new era 2009-2010 CARP新時代への鼓動（2009年12月1日）
- 広島アスリートマガジン特別増刊号 SMASH THE LIMIT 2010-2011 雪辱の誓いを胸に（2010年11月4日）
- 広島アスリートマガジン特別増刊号 NEW RED GENERATION 2011−2012 逆襲へ続く道（2011年11月15日）
- 広島アスリートマガジン特別増刊号 THE GENESIS 2012−2013 未来は俺たちの手に（2012年11月9日）
- 広島アスリートマガジン特別増刊号 RE-BORN 2013−2014 新たな伝説の始まり。（2013年11月15日）
- 広島アスリートマガジン特別増刊号 2014-2015 新黄金世代との融合 カープ歴代最強ナイン（2014年11月15日）
- 広島アスリートマガジン特別増刊号 2015-2016 2015年カープ総決算! 決断と覚悟（2015年11月14日）
- 広島アスリートマガジン特別増刊号 2016 カープ優勝の軌跡 25年振りの悲願を達成した赤き魂を持つ男たち。（2016年10月9日）
- 広島アスリートマガジン 2017 優勝記念特別増刊号 カープ連覇の軌跡 新黄金時代の幕開け（2017年10月13日）
- 広島アスリートマガジン 2018 優勝記念特別増刊号 カープ3連覇の軌跡 偉業を成し遂げた赤き戦士の記憶。（2018年10月7日）
- 広島アスリートマガジン 2019シーズン総括 特別増刊号 カープ激闘録 70勝70敗から見えた課題と収穫（2019年11月16日）
- 広島アスリートマガジン 2020特別増刊号「鈴木誠也 全インタビュー集」（2020年3月6日）

## ムック
- 前田健太のピッチング・バイブル (B・B MOOK 1084)（2014年7月30日、週刊ベースボールマガジン×広島アスリートマガジン、ベースボールマガジン社）綴込み付録DVD約25分
- 広島アスリートマガジン×ぴあ 広島東洋カープ公認ファンブック『WE LOVE CARP』（ぴあMOOK）
2013年からぴあとのコラボで毎年刊行している。直近は2019年3月発売の『WE LOVE CARP 2019』
- つくる ぴあペーパークラフト MazdaZoom-Zoomスタジアム広島（ぴあMOOK、ISBN 978-4835634272） 編集協力：広島アスリートマガジン編集部

## 非売品
定期購読者全員プレゼント（2021年まで）
毎月届く『広島アスリートマガジン』に毎月1個同封された。
- 2017年 カープ選手のイラスト入りオリジナルマグネット 全12個
- 2018年 カープ選手のイラスト入りオリジナル型抜きステッカー 全12枚
- 2019年 カープ選手のイラスト入りオリジナル缶バッジ 全12個
- 2020年 カープ選手のイラスト入りクリアファイル 全12枚
- 2021年 カープ選手のイラスト入り名言ステッカー 全12枚

## 出身者
- 前原淳（広島アスリートマガジン編集長 → フリーライター（日刊スポーツ外部ライター・Numberコラム「一筆入魂」連載）等）
  - 広島アスリートマガジン編集長時代の著書『CS～カープ・ストーリー 広島東洋カープ16年目の第一歩』（2013年11月16日 ベストセラーズ）ISBN 978-4584135365